# Guarani-Kaiowà

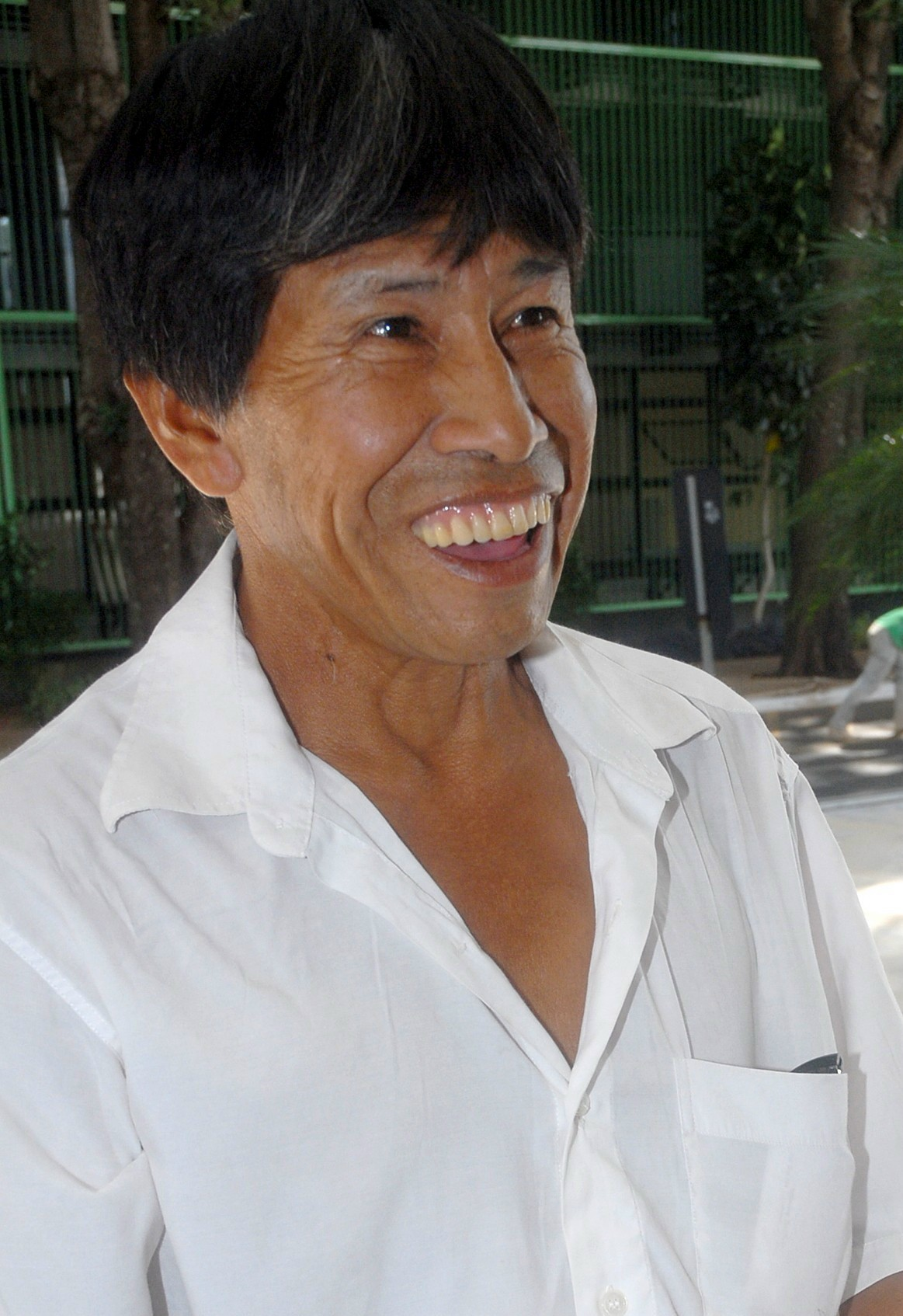
Amilton Lopes een woordvoerder van de Guarani Kaiowà-indianen

Guarani-Kaiowà (letterlijk: woudmensen) is de naam van een indiaanse stam in de staat van Mato Grosso do Sul in Brazilië. Het gebied ligt op de grens van Brazilië en Paraguay. De andere twee stammen van Guarani-indianen zijn de Nandeva en de M’bya. De Guarani-Kaiowà bewonen het gebied Nhande Ru Marangatu, dat grotendeels bestaat uit tropisch regenwoud. Ongeveer 40.000 Guarani bewonen dit gebied. De Guarani-indianen kennen een gemeenschappelijke religie die grote waarde toekent aan land en natuur. Het leven van deze indianen stond altijd in het teken van jagen en vissen. De god Ñande Ru schiep volgens de overlevering de Guarani als eerste bewoners, en praktisch elk dorp kent een gebedshuis waar de cacique of sjamaan een belangrijke positie heeft. "Terra sem Mal", oftewel Land zonder kwaad, is het land waar de zielen van de overledenen naar verhuizen.

## Strijd om het bestaan
Het gebied van de Guarani is in oktober 2004 door de Braziliaanse regering tot reservaat verklaard. Dit betekent dat de inheemse gemeenschappen ook het recht hebben teruggekregen op het bezit van hun oorspronkelijke leefgebieden. Het leefgebied van de Guarani-Kaiowà blijkt echter de laatste jaren steeds verder te worden ingeperkt. Dit komt doordat vele boeren en grootgrondbezitters weigeren mee te werken met de FUNAI, het Braziliaanse Instituut voor inheemse zaken dat er op toeziet dat de rechten van indianen, waaronder ook de Guarani-Kaiowà worden behartigd. Hierdoor is het zeer lastig gebleken voor de indianen hun oorspronkelijke leefgebieden weer terug te krijgen. De waarde van vele landbouwgronden zijn namelijk sterk in waarde gestegen door de suikerrietplantages, de lucratieve sojateelt en de sterk gestegen vraag naar bio-ethanol. Deze ontwikkelingen hebben geleid tot grote schade aan bosgebieden en milieu, waardoor veel vissen zijn gedood of dieren verdwenen. Door de toegenomen vraag naar nieuwe landbouwgronden in het gebied van Matto Grosso worden de oorspronkelijke bewoners vaak gedwongen te verhuizen naar overbevolkte reservaten. Veel indianen waaronder kinderen werken om aan voedsel te komen op ethanolstokerijen, of als rietkappers op suikerrietplantages. Het zelfmoordpercentage onder de Guarani-indianen behoort tot het hoogste van Latijns-Amerika. De staat probeert het tekort aan voedsel aan te pakken door het verstrekken van voedselpakketten.
Stamhoofden van de Guarani-indianen hebben zich in het verleden verzet tegen vernietiging van de oorspronkelijke bosgebieden. Dit heeft o.a. geleid tot bezetting van landbouwterreinen door de indianen en, als reactie hierop, tot represailles van boeren en grootgrondbezitters, en acties van gewapende bendes (pistoleros) in het gebied.